# シュトロイゼル

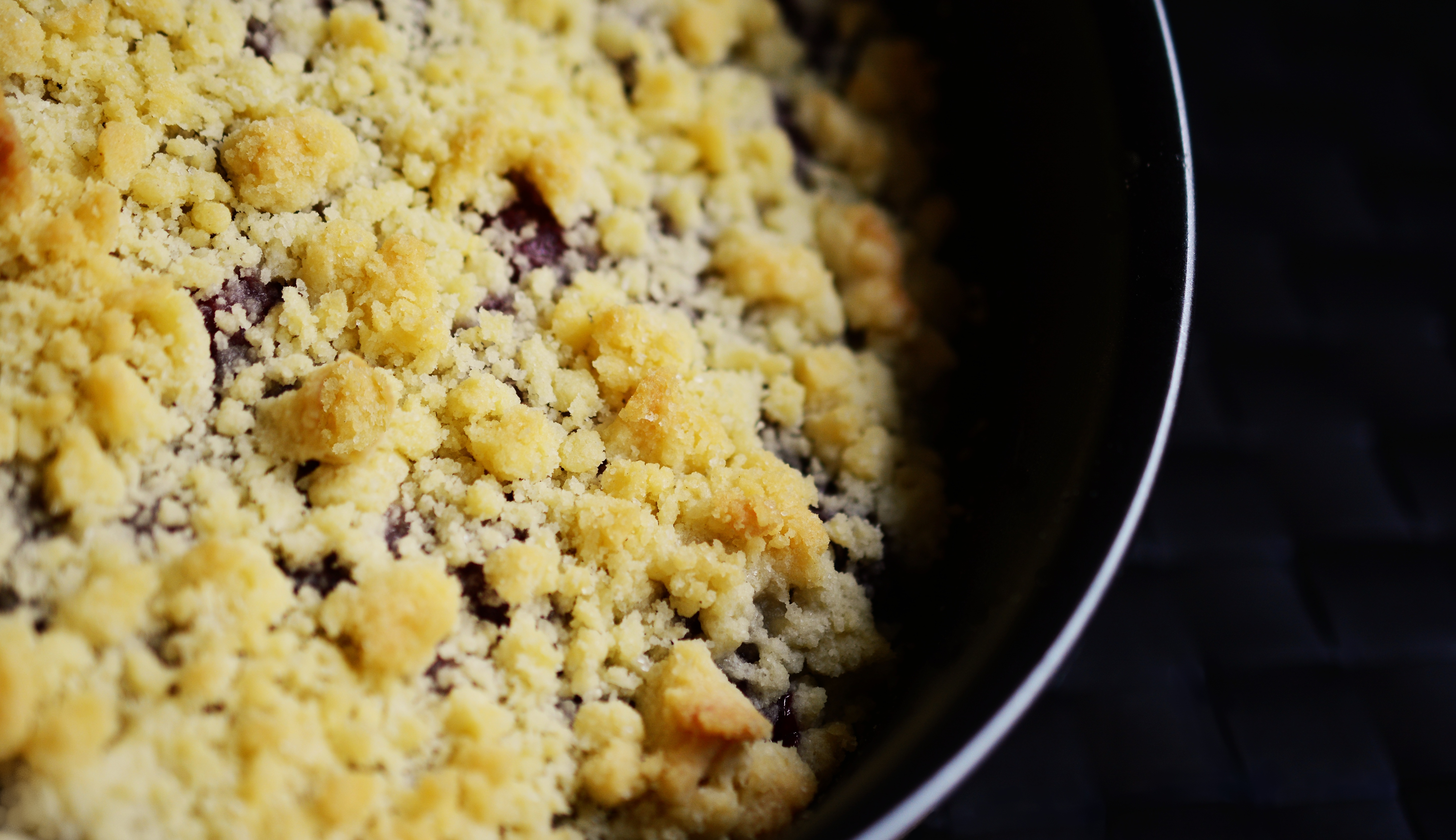
シュトロイゼル

シュトロイゼル（ドイツ語: streusel）は、粉、バター、砂糖などを混ぜてポロポロの粒状にしたもの、およびその粒状のものを使用した菓子の名称。

## 概要
フランス菓子でも使われるが、ドイツではケーキの上にシュトロイゼルをトッピングするのが好まれている。シュトロイゼルの上にさらにアイシングをかけたり、アーモンドスライスを散らすこともよく行われ、シュトロイゼルにシナモンやナッツパウダーを混ぜるアレンジも行われている。
粒が大きければしっとりとした軟らかいものになり、粒が小さければ堅めでサクサクとした食感になる。

## 名称について
ドイツ語の「撒く」「振りかける」を意味する動詞「streuen」に、「〇〇するもの」「〇〇されるもの」を意味する接尾詞「-sel」を組み合わせた語である。つまりは、なにかしらに「振りかけるもの」であり、上述のようにケーキに振りかけるなどで使用されている。

## シュトロイゼルクーヘン

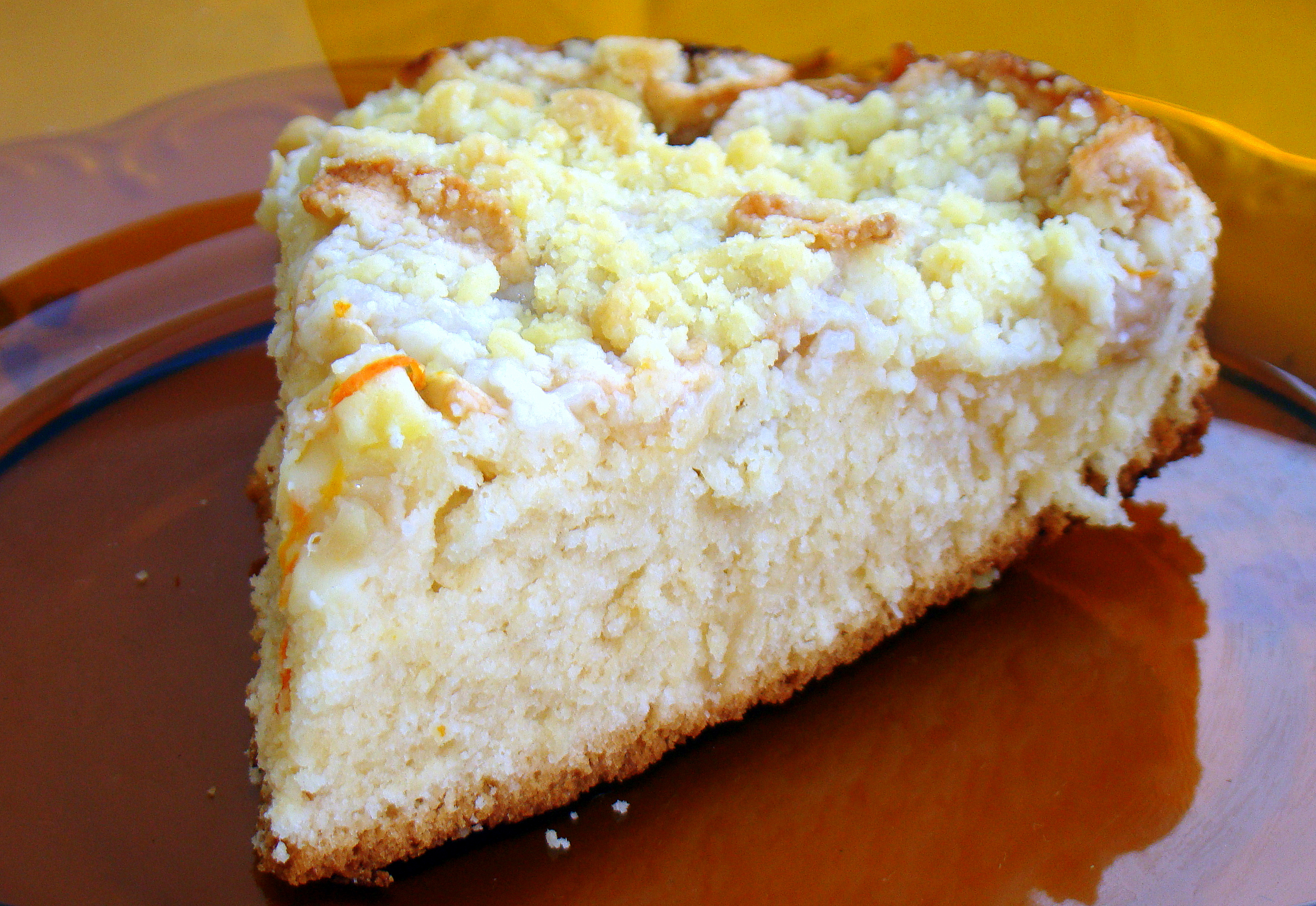
シュトロイゼルクーヘンの例

シュトロイゼルクーヘン（ドイツ語: streuselkuchen）は、ドイツのケーキ。
シュレージエン地方の発祥とされるが、確定ではない。遅くとも19世紀にはシュレージエン地方では一般的に食されており、祝祭などでもシュトロイゼルクーヘンが作られていた。ここから西のドイツ地域に伝わり、20世紀にはラインラントでも知られるようになったが、ライラントでは葬式の際に食する菓子とされたため、ベアディグングスクーヘン（beerdigungskuchen、葬式のクーヘン）と呼ばれている。 

### ブターシュトロイゼルクーヘン
ブターシュトロイゼルクーヘン（ドイツ語: butterstreuselkuchen）も、シュトロイゼルクーヘンの一種であるが、ブターシュトロイゼルクーヘンという名称を使用して販売するには、油脂はバターもしくはバターオイルのみを使用せねばならず、小麦粉100に対しバター30以上を含まねばならないという規定がある。

## シュトロイゼルブレートヒェン
シュトロイゼルブレートヒェン（streuselbrötchen）は、アーヘン名物の菓子パン。